# Basse (orgue)
Pour les articles homonymes, voir Basse.
La basse est une forme musicale de la musique classique française ayant comme voix principale une mélodie jouée dans la tessiture de la basse en général sur un jeu soliste comme les jeux d'anche : trompette, cromorne. 
La mélodie est accompagnée sur un autre clavier par des jeux de fond doux (bourdon, montre) et éventuellement une basse à la pédale.

## Basse pour orgue
La plupart des grands compositeurs pour orgue de la période baroque ont composé un morceau de basse[réf. souhaitée].

### Exemples
- Louis Marchand : « Basse de trompette »